# Атланта (Індіана)
Атланта (англ. Atlanta) — місто (англ. town) в США, в окрузі Гамільтон штату Індіана. Населення — 712 особи (2020).

## Географія
Атланта розташована за координатами 40°12′49″ пн. ш. 86°1′36″ зх. д. / 40.21361° пн. ш. 86.02667° зх. д. (40.213480, -86.026552).  За даними Бюро перепису населення США в 2010 році місто мало площу 0,78 км², уся площа — суходіл.

## Демографія
Згідно з переписом 2010 року, у місті мешкало 725 осіб у 265 домогосподарствах у складі 203 родин. Густота населення становила 928 осіб/км².  Було 302 помешкання (387/км²).
Расовий склад населення:
| - 97,8 % — білих - 0,6 % — чорних або афроамериканців - 1,4 % — осіб інших рас |

До двох чи більше рас належало 0,3 %. Частка іспаномовних становила 1,9 % від усіх жителів.
За віковим діапазоном населення розподілялося таким чином: 27,0 % — особи молодші 18 років, 62,9 % — особи у віці 18—64 років, 10,1 % — особи у віці 65 років та старші. Медіана віку мешканця становила 36,1 року. На 100 осіб жіночої статі у місті припадало 95,9 чоловіків;  на 100 жінок у віці від 18 років та старших — 98,1 чоловіків також старших 18 років.
Середній дохід на одне домашнє господарство  становив 57 767 доларів США (медіана — 45 893), а середній дохід на одну сім'ю — 57 570 доларів (медіана — 48 542). Медіана доходів становила 40 417 доларів для чоловіків та 26 563 долари для жінок. За межею бідності перебувало 7,9 % осіб, у тому числі 7,3 % дітей у віці до 18 років та 3,1 % осіб у віці 65 років та старших.
Цивільне працевлаштоване населення становило 347 осіб. Основні галузі зайнятості: освіта, охорона здоров'я та соціальна допомога — 17,6 %, роздрібна торгівля — 15,3 %, будівництво — 12,7 %.